# Pile à combustible à éthanol direct
 (septembre 2020).
Si vous disposez d'ouvrages ou d'articles de référence ou si vous connaissez des sites web de qualité traitant du thème abordé ici, merci de compléter l'article en donnant les références utiles à sa vérifiabilité et en les liant à la section « Notes et références ».
Les piles à combustible à éthanol direct ou DEFC (d'après l'acronyme de la dénomination anglaise Direct-ethanol fuel cells) sont une sous-catégorie de piles à combustible à membrane échangeuse de protons dans lesquelles le combustible, l'éthanol (C2H5OH), n'est pas reformé mais est fourni directement à la pile à combustible.

Schéma représentatif de la réaction d’une pile à combustible directe à éthanol.

## Les avantages
L'éthanol constitue une alternative attrayante au méthanol car sa chaîne d'approvisionnements est déjà en place. L'éthanol reste aussi le combustible le plus simple d'utilisation pour un usage large par les consommateurs.
L'éthanol est un liquide riche en hydrogène et a une meilleure énergie spécifique (8,0 kWh/kg) que celle du méthanol (6,1 kWh/kg). L'éthanol peut être obtenu en grandes quantités à partir de la biomasse à partir d'un procédé de fermentation de ressources renouvelables comme le sucre de canne, le blé, le maïs ou même la paille. Cet éthanol "bio-généré" (dit bio-éthanol) est également intéressant parce qu'il ne modifie par le taux de dioxyde de carbone (CO2) atmosphérique. C'est le contraste le plus marqué avec l'utilisation de combustibles fossiles. L'utilisation de l'éthanol pourrait aussi résoudre les problèmes posés par le stockage de l'hydrogène et les infrastructures nécessaires induites pour les applications en piles à combustible. Dans ces dernières, l'oxydation de tout combustible nécessite l'utilisation d'un catalyseur pour atteindre les densités requises pour obtenir des piles à combustible commercialement viables, et les catalyseurs à base de platine sont parmi les plus efficaces pour mener l'oxydation de petites molécules organiques.
Ces avantages sont tout de même à nuancer dans l'optique d'une utilisation massive : l'utilisation de ressources agricoles pour la production de carburant entrant en concurrence avec la production vivrière, comme on a pu le constater lors de la Crise alimentaire mondiale de 2007-2008.

## Développements
Les catalyseurs basés sur le platine étant onéreux, l'exploitation pratique de l'éthanol comme combustible dans les piles à combustibles PEM requiert un nouveau catalyseur tels que l'électrocatalyseurs nanostructurés (comme HYPERMEC de ACTA SpA, par exemple) qui ont été développés, et sont basés sur des métaux non nobles, préférentiellement des mélanges de Fe, Co, Ni pour l'anode, et Ni, Fe, ou Co seul(s) pour la cathode. Avec l'éthanol, des densités surfaciques de puissance atteignant jusqu'à 140 mW/cm2 à 0,5 V ont été obtenues à 25 °C avec des piles auto-alimentées contenant des membranes pour échange d'anions commerciales. Ce catalyseur ne contient aucun métal précieux. En pratique, de minuscules particules de métal sont fixées sur un substrat de manière à pouvoir produire un catalyseur très actif sans utiliser de métal noble.
Un polymère agit comme électrolyte. La charge est portée par le proton (ion hydrogène). L'éthanol liquide est oxydé à l'anode en présence d'eau, générant ainsi du dioxyde de carbone (CO2), des ions hydrogène et des électrons. Les ions hydrogène passent par l'électrolyte, puis réagissent avec l'oxygène de l'air et les électrons du circuit externe à l'anode pour former de l'eau. Une DEFC prototype de 1,5 W a été construite par la société Technofil : elle consiste en deux piles à combustible planes délivrant une tension de sortie comprise entre 0,9 et 0,5 V, selon les conditions initiales.
Les piles à combustible basée sur le bio-éthanol peuvent améliorer le rendement de ce biocarburant en raison de leur taux de conversion amélioré comparé au moteur à combustion interne. Mais ces développements pourront ne voir le jour que dans quelques années, les développements des piles à combustible à éthanol direct et à méthanol direct passent après ceux des piles à combustible à hydrogène. Cependant, la production, la distribution et le stockage de l'hydrogène nécessaire aux dites piles est un défi coûteux, ce qui n'est pas le cas pour l'éthanol.